# Eddie Roberts
Eddie Roberts Chifundo, noto semplicemente come Eddie Roberts (Colón, 1º maggio 1994), è un calciatore panamense, portiere del Indep. La Chorrera e della Nazionale panamense.

## Carriera
Il 28 gennaio 2019 ha esordito con la Nazionale panamense disputando l'amichevole persa 3-0 contro gli Stati Uniti.

## Statistiche

### Cronologia presenze e reti in nazionale
| Cronologia completa delle presenze e delle reti in nazionale ― Panama | Cronologia completa delle presenze e delle reti in nazionale ― Panama | Cronologia completa delle presenze e delle reti in nazionale ― Panama | Cronologia completa delle presenze e delle reti in nazionale ― Panama | Cronologia completa delle presenze e delle reti in nazionale ― Panama | Cronologia completa delle presenze e delle reti in nazionale ― Panama | Cronologia completa delle presenze e delle reti in nazionale ― Panama | Cronologia completa delle presenze e delle reti in nazionale ― Panama |
| Data                                                                  | Città                                                                 | In casa                                                               | Risultato                                                             | Ospiti                                                                | Competizione                                                          | Reti                                                                  | Note                                                                  |
| --------------------------------------------------------------------- | --------------------------------------------------------------------- | --------------------------------------------------------------------- | --------------------------------------------------------------------- | --------------------------------------------------------------------- | --------------------------------------------------------------------- | --------------------------------------------------------------------- | --------------------------------------------------------------------- |
| 28-1-2019                                                             | Glendale                                                              | Stati Uniti                                                           | 3 – 0                                                                 | Panama                                                                | Amichevole                                                            | -3                                                                    |                                                                       |
| 8-2-2025                                                              | Santiago del Cile                                                     | Cile                                                                  | 6 – 1                                                                 | Panama                                                                | Amichevole                                                            | -6                                                                    |                                                                       |
| Totale                                                                |                                                                       | Presenze                                                              | 2                                                                     |                                                                       | Reti                                                                  | -9                                                                    |                                                                       |